# لیلا حسین
لیلا حسین (سومالیایی: Leyla Xuseen) یک روان درمانگر و فعال اجتماعی بریتانیایی زاده سومالی است.
حسین در سال ۲۰۲۰ به‌عنوان رئیس دانشگاه سنت اندروز انتخاب شد. او نخستین زن رنگین‌پوست و در کل سومین زنی است که به ریاست این دانشگاه رسیده است. او بنیانگذار پروژه دالیا، یکی از بنیانگذاران سازمان غیرانتفاعی «دختران حوا» و مدیر اجرایی «پناهگاه حوا» است. پناهگاه حوا توسط گروهی از زنان و فعالان اجتماعی سومالیایی اداره می‌شود و هدف آن مبارزه با خشونت جنسی علیه زنان و کودکان این کشور از طریق افزایش آگاهی است.
لیلا حسین که خودش یکی از بازماندگان ناقص سازی جنسی زنان است، پروژه دالیا را در سال ۲۰۱۳ برای کمک به دیگر بازماندگان پایه‌گذاری کرد. این پروژه برای حمایت از زنانی که از ختنه زنان جان سالم به در برده‌اند، همچنین توانمندسازی جوامع از طریق ارتقای آگاهی برای رد این سنت و اجرای برنامه‌های آموزشی با کمک متخصصان راه‌اندازی شد. لیلا حسین که دسترسی بازماندگان ختنه زنان به حمایت روانی و فیزیکی را نیازی مهم و ضروری می‌دانست، این پروژه را بنیان نهاد و اکنون جمعی دیگر از کنشگران اجتماعی، پروژه دالیا را اداره می‌کنند.